# Sidney Harmon
Pour les articles homonymes, voir Harmon.
Sidney Harmon est un scénariste et un producteur de cinéma américain né le 30 avril 1907 à Poughkeepsie (État de New York) et mort le 29 février 1988 à Rancho Mirage (Californie).

## Biographie
Sidney Harmon commence sa carrière au théâtre à Broadway, puis à la radio où il devient producteur pour CBS en 1939. Après avoir travaillé pour le Office of War Information pendant la guerre, il part pour Hollywood.
En 1951 il crée à Los Angeles, avec d'autres parents dont Robert Ryan, une école alternative (Oakwood School (en)).
Il prend sa retraite au début des années 1970 pour se consacrer à la sculpture.

## Filmographie

### Producteur
- 1953 : Man Crazy de Irving Lerner
- 1955 : Association criminelle de Joseph H. Lewis
- 1956 : La Nuit bestiale (en) de Harry Horner
- 1957 : Côte 465 de Anthony Mann
- 1958 : Anna Lucasta de Arnold Laven
- 1958 : Le Petit Arpent du bon Dieu de Anthony Mann
- 1959 : La Chevauchée des bannis de André De Toth
- 1964 : L'attaque dura sept jours de Andrew Marton
- 1965 : La Bataille des Ardennes de Ken Annakin

### Scénariste
- 1942 : La Justice des hommes de George Stevens
- 1951 : Le Rocher du diable de William Cameron Menzies
- 1952 : Mara Maru de Gordon Douglas
- 1952 : Mutinerie à bord de Edward Dmytryk
- 1953 : Man Crazy de Irving Lerner
- 1961 : Hand in Hand (en) de Philip Leacock

## Nominations
- Oscars du cinéma 1943 : Oscar de la meilleure histoire originale pour La Justice des hommes